# کفریا (لبنان)
کفریا (انگلیسی: Kfaraya) یک شهرک در شهرستان صیدا و در کشور لبنان است.